# Брендан Еванс
Брендан Еванс (англ. Brendan Evans; нар. 8 квітня 1986) — колишній американський тенісист.
Найвищу одиночну позицію світового рейтингу — 117 місце досяг 12 жовтня 2009, парну — 119 місце — 26 листопада 2007 року.
Найвищим досягненням на турнірах Великого шолома було 2 коло в одиночному розряді.

## Юніорські фінали турнірів Великого шолома

### Парний розряд: 4 (3–1)
| Результат | Рік  | Турнір                                 | Покриття | Партнер       | Суперники                    | Рахунок       |
| --------- | ---- | -------------------------------------- | -------- | ------------- | ---------------------------- | ------------- |
| Поразка   | 2001 | Відкритий чемпіонат США з тенісу       | Тверде   | Бретт Джолсон | Томаш Бердих Штефан Волі     | 4–6, 4–6      |
| Перемога  | 2004 | Відкритий чемпіонат Австралії з тенісу | Тверде   | Скотт Удсема  | Девід Ґалік Девід Джефлі     | 6–1, 6–1      |
| Перемога  | 2004 | Вімблдонський турнір                   | Трава    | Скотт Удсема  | Робін Гаасе Віктор Троїцький | 6–4, 6–4      |
| Перемога  | 2004 | Відкритий чемпіонат США з тенісу       | Тверде   | Скотт Удсема  | Себастьян Рішик Андреас Бек  | 4–6, 6–1, 6–2 |

## Фінали ATP Челленджер і ITF Ф'ючерс

### Одиночний розряд: 10 (5–5)
| Легенда              |
| -------------------- |
| ATP Челленджер (3–2) |
| ITF Ф'ючерс (2–3)    |

| Фінали за покриттям |
| ------------------- |
| Тверде (3–4)        |
| Ґрунт (0–1)         |
| Трава (1–0)         |
| Килим (1–0)         |

| Результат | В-П | Дата     | Турнір                     | Рівень     | Покриття | Суперник                | Рахунок                      |
| --------- | --- | -------- | -------------------------- | ---------- | -------- | ----------------------- | ---------------------------- |
| Перемога  | 1–0 | Лис 2004 | США F32, Гонолулу          | Ф'ючерс    | Тверде   | Вейн Одеснік            | 6–7(5–7), 7–6(7–2), 7–6(7–4) |
| Поразка   | 1–1 | Тра 2005 | США F9, Віро-Біч           | Ф'ючерс    | Ґрунт    | Раян Ньюпорт            | 3–6, 6–7(6–8)                |
| Поразка   | 1–2 | Сер 2005 | США F21, Кеноша            | Ф'ючерс    | Тверде   | Раян Ньюпорт            | 6–2, 3–6, 3–6                |
| Поразка   | 1–3 | Лют 2006 | США F4, Браунсвілл         | Ф'ючерс    | Тверде   | Майкл Расселл           | 2–6, 1–6                     |
| Перемога  | 2–3 | Чер 2006 | США F12, Роклін            | Ф'ючерс    | Тверде   | Девід Мартін            | 7–6(7–3), 7–5                |
| Перемога  | 3–3 | Жов 2007 | Рімускі, Канада            | Челленджер | Килим    | Ілія Бозоляц            | 6–7(3–7), 6–4, 6–4           |
| Поразка   | 3–4 | Тра 2008 | Нью-Делі, Індія            | Челленджер | Тверде   | Лу Єнь-Сюнь             | 7–5, 6–7(5–7), 3–6           |
| Перемога  | 4–4 | Січ 2009 | Нумеа, Нова Каледонія      | Челленджер | Тверде   | Флоріан Маєр (тенісист) | 4–6, 6–3, 6–4                |
| Поразка   | 4–5 | Лют 2009 | Даллас, США                | Челленджер | Тверде   | Раян Світінг            | 4–6, 3–6                     |
| Перемога  | 5–5 | Чер 2009 | Ноттінгем, Велика Британія | Челленджер | Трава    | Ілія Бозоляц            | 6–7(4–7), 6–4, 7–6(7–4)      |

### Парний розряд: 22 (7–15)
| Легенда              |
| -------------------- |
| ATP Челленджер (4–8) |
| ITF Ф'ючерс (3–7)    |

| Фінали за покриттям |
| ------------------- |
| Тверде (7–11)       |
| Ґрунт (0–3)         |
| Трава (0–0)         |
| Килим (0–1)         |

| Результат | В-П  | Дата     | Турнір                    | Рівень     | Покриття | Партнер         | Суперники                              | Рахунок                 |
| --------- | ---- | -------- | ------------------------- | ---------- | -------- | --------------- | -------------------------------------- | ----------------------- |
| Поразка   | 0–1  | Тра 2003 | США F11, Орандж-Парк      | Ф'ючерс    | Ґрунт    | Маркос Ондруска | Браян Бейкер Філліп Сіммондс           | 6–4, 5–7, 4–6           |
| Перемога  | 1–1  | Жов 2004 | США F26, Ірвайн           | Ф'ючерс    | Тверде   | Скотт Удсема    | Скотт Ліпскі Девід Мартін              | 7–6(9–7), 3–6, 6–4      |
| Перемога  | 2–1  | Лис 2004 | США F31, Вайколоа         | Ф'ючерс    | Тверде   | Скотт Удсема    | Сковілл Дженкінс Філліп Сіммондс       | 6–7(4–7), 7–6(7–2), 6–4 |
| Поразка   | 2–2  | Лис 2005 | США F29, Гонолулу         | Ф'ючерс    | Тверде   | Піт Строер      | Марко Груньйола Стефано Янні           | 6–1, 3–6, 6–7(4–7)      |
| Перемога  | 3–2  | Бер 2006 | США F5, Гарлінген         | Ф'ючерс    | Тверде   | Тім Смичек      | Юган Брунстрем Філіп Столт             | 7–6(7–4), 6–3           |
| Поразка   | 3–3  | Бер 2006 | США F7, Літл-Рок          | Ф'ючерс    | Тверде   | Скотт Удсема    | Мікаель Кінтеро Веслі Вайтгаус         | 4–6, 2–6                |
| Поразка   | 3–4  | Тра 2006 | США F9, Віро-Біч          | Ф'ючерс    | Ґрунт    | Трой Ган        | Джонатан Чу Ізак ван дер Мерве         | 4–6, 6–7(0–7)           |
| Перемога  | 4–4  | Січ 2007 | Вайколоа, США             | Челленджер | Тверде   | Скотт Удсема    | Скотт Ліпскі Девід Мартін              | 4–6, 6–3, [12–10]       |
| Поразка   | 4–5  | Кві 2007 | Мехіко, Мексика           | Челленджер | Тверде   | Браян Вілсон    | Мігель Гальярдо-Вальєс Карлос Паленсія | 3–6, 3–6                |
| Поразка   | 4–6  | Кві 2007 | США F8, Літл-Рок          | Ф'ючерс    | Тверде   | Браян Вілсон    | Доналд Янг Нішікорі Кеі                | 6–7(5–7), 4–6           |
| Перемога  | 5–6  | Лип 2007 | Lexington Challenger, США | Челленджер | Тверде   | Раян Світінг    | Філліп Сіммондс Росс Гатчінс           | 6–4, 6–4                |
| Поразка   | 5–7  | Жов 2007 | Рімускі, Канада           | Челленджер | Килим    | Алберто Франсіс | Деніел Кінґ-Тернер Роберт Смітс        | 5–7, 7–6(9–7), [7–10]   |
| Поразка   | 5–8  | Лис 2007 | Шампейн-Урбана, США       | Челленджер | Тверде   | Скотт Ліпскі    | Харел Леві Сем Варбург                 | 4–6, 0–6                |
| Поразка   | 5–9  | Лис 2007 | Ноксвілл, США             | Челленджер | Тверде   | Джеймі Бейкер   | Харел Леві Сем Варбург                 | 6–3, 2–6, [6–10]        |
| Поразка   | 5–10 | Бер 2008 | Леон, Мексика             | Челленджер | Тверде   | Алекс Кузнєцов  | Тревіс Перротт Філіп Полашек           | 4–6, 1–6                |
| Поразка   | 5–11 | Тра 2008 | Нью-Делі, Індія           | Челленджер | Тверде   | Мустафа Гусе    | Харш Манкад Ашутош Сінгх               | 5–7, 3–6                |
| Перемога  | 6–11 | Жов 2008 | Коллінг, Данія            | Челленджер | Тверде   | Кріс Гаггард    | Тодд Перрі Джеймс Окленд               | 6–3, 7–5                |
| Поразка   | 6–12 | Лис 2008 | Йокогама, Японія          | Челленджер | Тверде   | Мартін Сланар   | Томаш Цакль Марек Сем'ян               | 3–6, 6–7(1–7)           |
| Поразка   | 6–13 | Тра 2009 | Загреб, Хорватія          | Челленджер | Ґрунт    | Раян Світінг    | Петер Лучак Алессандро Мотті           | 4–6, 4–6                |
| Перемога  | 7–13 | Тра 2010 | Фергана, Узбекистан       | Челленджер | Тверде   | Мацуї Тосіхіде  | Ґун Маосінь Чже Лі                     | 3–6, 6–3, [10–8]        |
| Поразка   | 7–14 | Вер 2010 | Канада F4, Торонто        | Ф'ючерс    | Тверде   | Філліп Сіммондс | Бретт Джолсон Ашвін Кумар              | 6–3, 3–6, [7–10]        |
| Поразка   | 7–15 | Жов 2010 | Канада F5, Маркем         | Ф'ючерс    | Тверде   | Кріс Клінґеманн | Кріс Квон Конор Поллок                 | 6–3, 6–7(2–7), [10–12]  |

## Часовий графік результатів
| W | Ф | ПФ | ЧФ | #Р | КТ | К# | DNQ | A | NH |

### Одиночний розряд
| Турніри Великого шлему                 |              |              |              |              |              |              |     |     |       |      |     |
| Відкритий чемпіонат Австралії з тенісу |              |              |              |              |              | К1р          | К1р | К1р | 0 / 0 | 0–0  | –   |
| Відкритий чемпіонат Франції з тенісу   |              |              |              |              |              |              | К1р |     | 0 / 0 | 0–0  | –   |
| Вімблдонський турнір                   |              |              |              |              | К1р          | К2р          | К2р | 2р  | 0 / 1 | 1–1  | 50% |
| Відкритий чемпіонат США з тенісу       |              | К3р          | К1р          | К1р          | К1р          | 1р           | 1р  |     | 0 / 2 | 0–2  | 0%  |
| В-П                                    | 0–0          | 0–0          | 0–0          | 0–0          | 0–0          | 0–1          | 0–1 | 1–1 | 0 / 3 | 1–3  | 25% |
| Тур ATP Мастерс 1000                   |              |              |              |              |              |              |     |     |       |      |     |
| Індіан-Веллс                           | К1р          |              | К2р          |              |              | К2р          | 1р  | К1р | 0 / 1 | 0–1  | 0%  |
| Відкритий чемпіонат Маямі з тенісу     | К1р          | К1р          | 1р           |              | К1р          |              | 1р  |     | 0 / 2 | 0–2  | 0%  |
| Мастерс Канада                         |              |              |              | К1р          |              |              | К1р |     | 0 / 0 | 0–0  | –   |
| Мастерс Цинциннаті                     |              | К1р          |              |              |              |              | К1р |     | 0 / 0 | 0–-0 | –   |
| Шанхай                                 | Не проводили | Не проводили | Не проводили | Не проводили | Не проводили | Не проводили | К1р |     | 0 / 0 | 0–0  | –   |
| В-П                                    | 0–0          | 0–0          | 0–1          | 0–0          | 0–0          | 0–0          | 0–2 | 0–0 | 0 / 3 | 0–3  | 0%  |